# جمع اضداد محال است
جمع اضداد محال است (انگلیسی: Never the Twain Shall Meet) یک فیلم درام آمریکایی به کارگردانی موریس تورنو است که در سال ۱۹۲۵ منتشر شد. این فیلم امروزه یک فیلم گمشده محسوب می‌شود.

## چکیده داستان
تامه، دختر زیبای یک کاپیتان از راه دور فرانسوی و ملکه جزیره ای در دریاهای جنوبی، پدرش را در سفری به سانفرانسیسکو همراهی می‌کند. به محض ورود به بندر، پدرش به بیماری جذام مبتلا می‌شود. او پس از واگذاری تامه به دوستش دن پریچارد، خودکشی می‌کند. با کمک ملنگر، روزنامه‌نگار، دن از دختر مراقبت می‌کند، و با لعن و نفرین بسیار نامزدش مایسی، عاشق دختر می‌شود، کسب و کار دن با ضرر و زیان به هم می‌خورد و تامه به جزیره بهشت گونه خود برمی گردد. دن خیلی زود به او می‌پیوندد و آنها در یک مراسم سنتی ازدواج می‌کنند. گرما و انفعال بر شخصیت دن سنگینی می‌کند. ملینگر با مایسی به جزیره می‌رسد. بعدها دن به همراه او به آمریکا برمی گردد، ملینگر در این جزیره می‌ماند و عشق خود را به تامه ابراز می‌دهد.

## بازیگران
- آنیتا استوارت
- هانتلی گوردن
- لایونل بلمور
- امیلی فیتزروی
- فلورنس ترنر
- تام ریکتس
- بوریس کارلوف
- جرج سیگمن